# بایکسا گراند
بایکسا گراند (به پرتغالی: Baixa Grande) یک منطقهٔ مسکونی در برزیل است که در باهیا واقع شده‌است. بایکسا گراند ۲۰٬۴۴۹ نفر جمعیت دارد.